# Honda Pilot
Honda Pilot – samochód sportowo-użytkowy produkowany przez japoński koncern Honda Motor Company od kwietnia 2002 roku. Pojazd oferowany jest wyłącznie na rynku amerykańskim. Od 2022 produkowana jest czwarta generacja modelu.

## Pierwsza generacja
Honda Pilot I została po raz pierwszy zaprezentowana w 2002 roku. Pojazd został zaprojektowany z myślą o amerykańskiej rodzinie. Silnik J35A4, całkowicie aluminiowy 3,5-litrowy V6 SOHC z VTEC, był montowany w pilotach od 2003 do 2004 roku. Wytwarzał 240 koni mechanicznych (179 kW) i moment obrotowy 242 lb-ft (328 Nm).

Silnik J35A6, który zawierał przepustnicę typu drive-by-wire i generował moc 255 koni mechanicznych (190 kW) i moment obrotowy 250 lb-ft (339 Nm), został dodany do pilota z 2005 roku. Inne zmiany obejmowały poprawioną skrzynię biegów z płynniejszymi zmianami biegów na 4. i 5. biegu, a także nowy projekt zbiornika paliwa, który zwiększył zasięg pilota o ponad 40 mil (64 km). VTM-4, system napędu na cztery koła Hondy, jest standardowym wyposażeniem każdego pilota wyprodukowanego w latach 2003-2005.

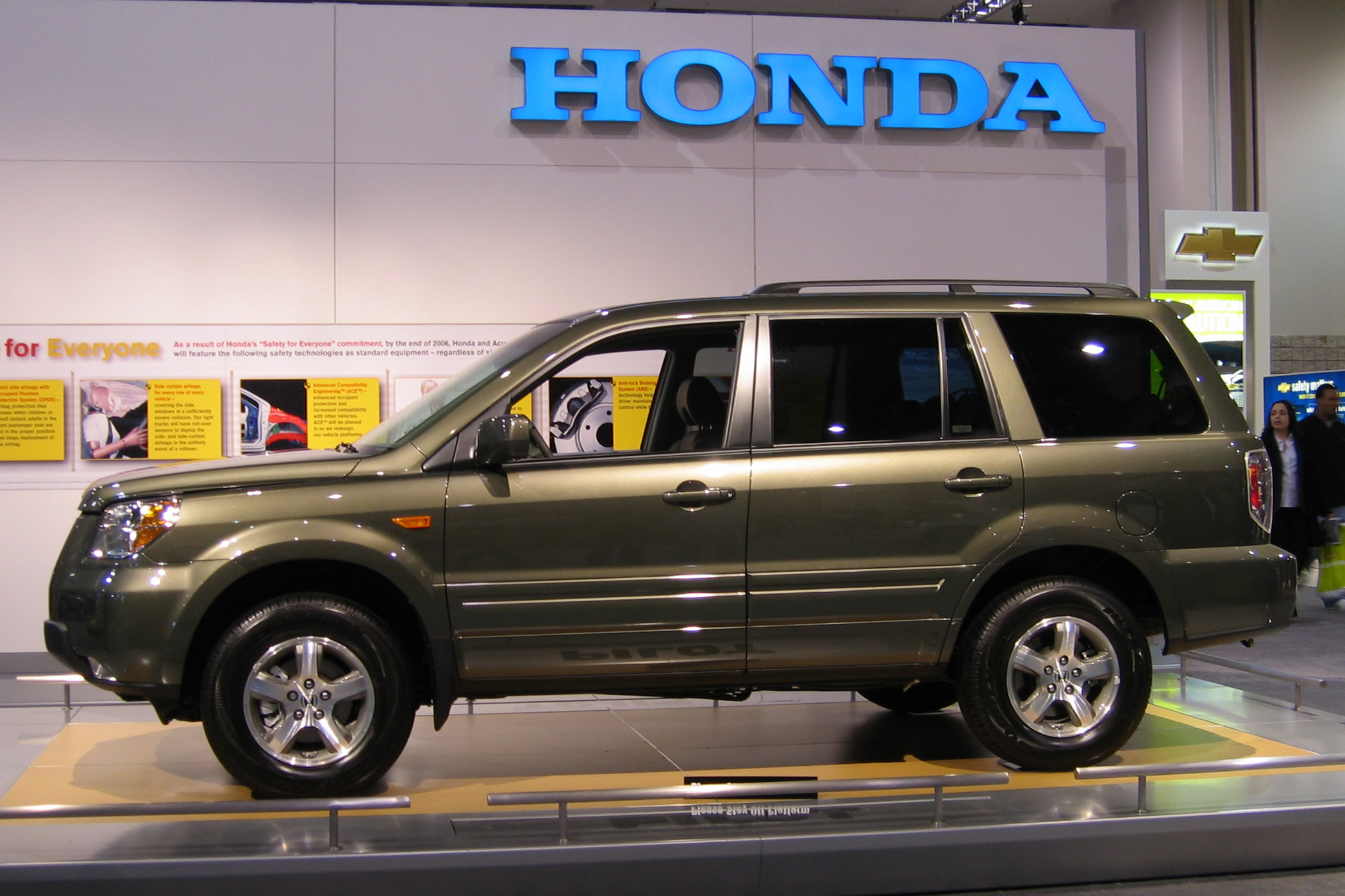
Bok pojazdu

W 2006 roku samochód przeszedł face lifting.

## Druga generacja
Honda Pilot II została po raz pierwszy zaprezentowana w 2008 roku podczas targów motoryzacyjnych w Detroit.

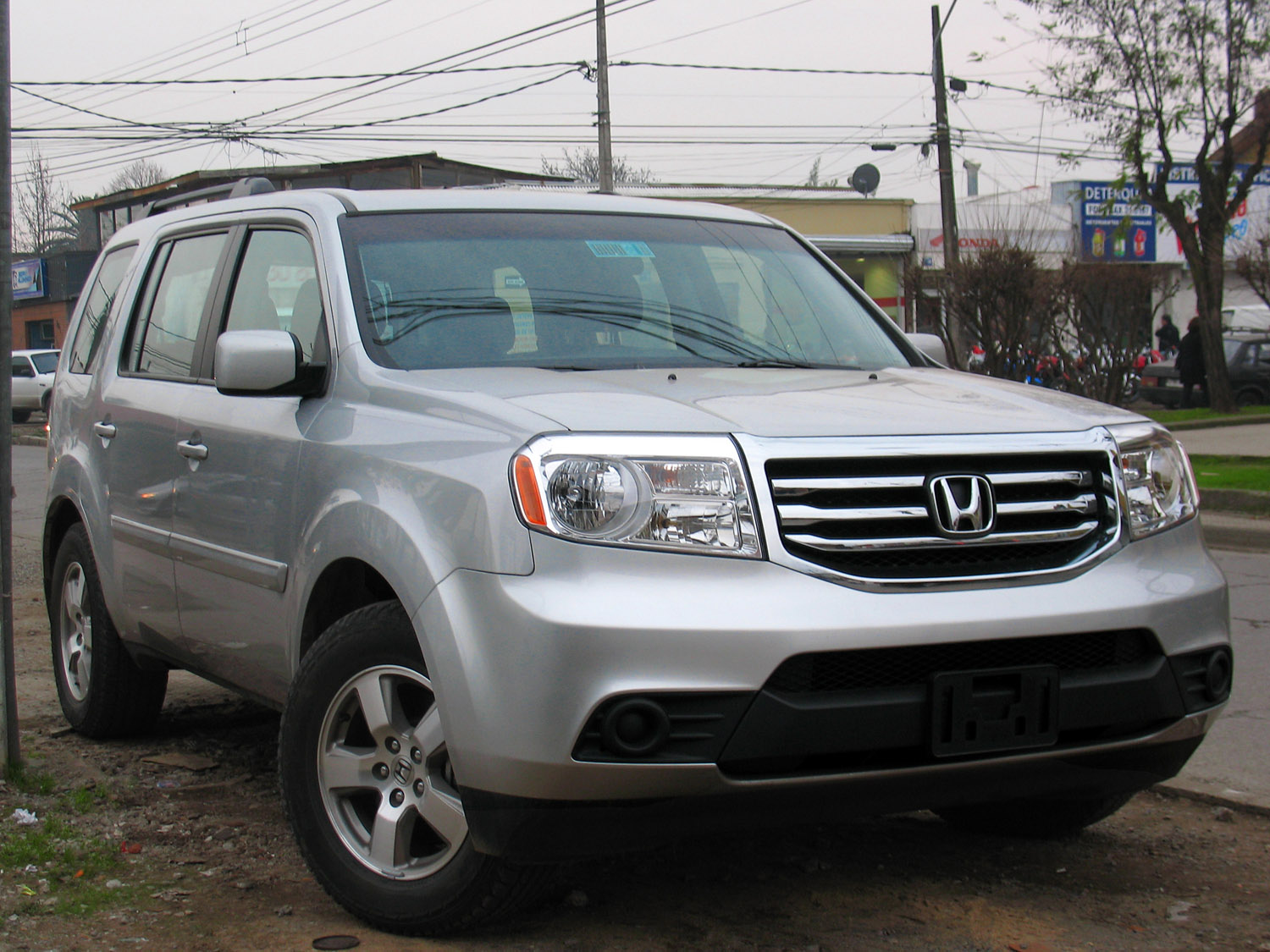
Honda Pilot II

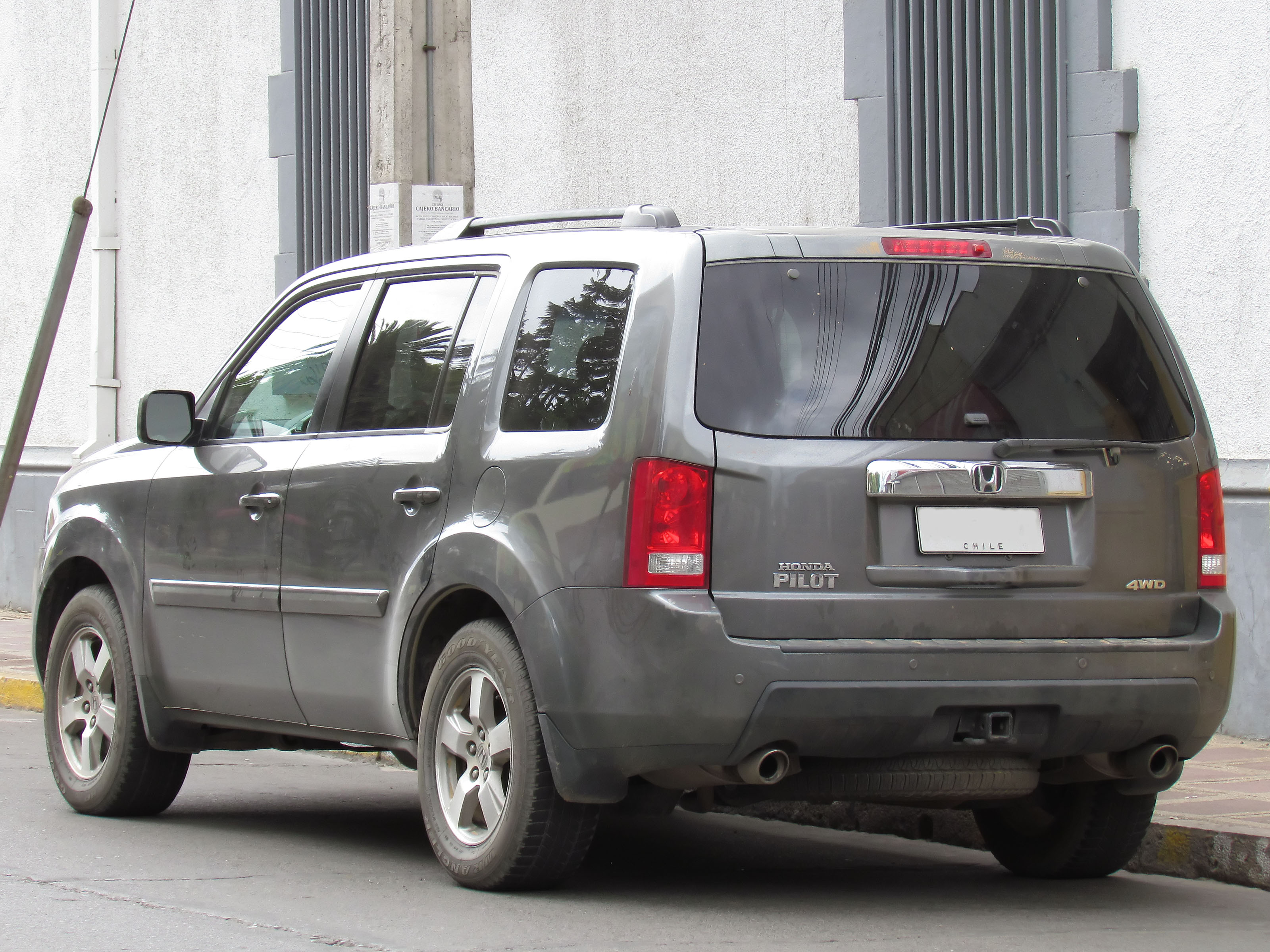
Tył Hondy Pilot II

Pod koniec 2011 roku samochód przeszedł face lifting. Otrzymał m.in. nową atrapę chłodnicy, reflektory oraz przedni zderzak. We wnętrzu pojazdu przeprojektowano zegary oraz konsolę środkową. 

### Wersje wyposażeniowe
- LX
- EX
- EX-L
- Touring

## Trzecia generacja

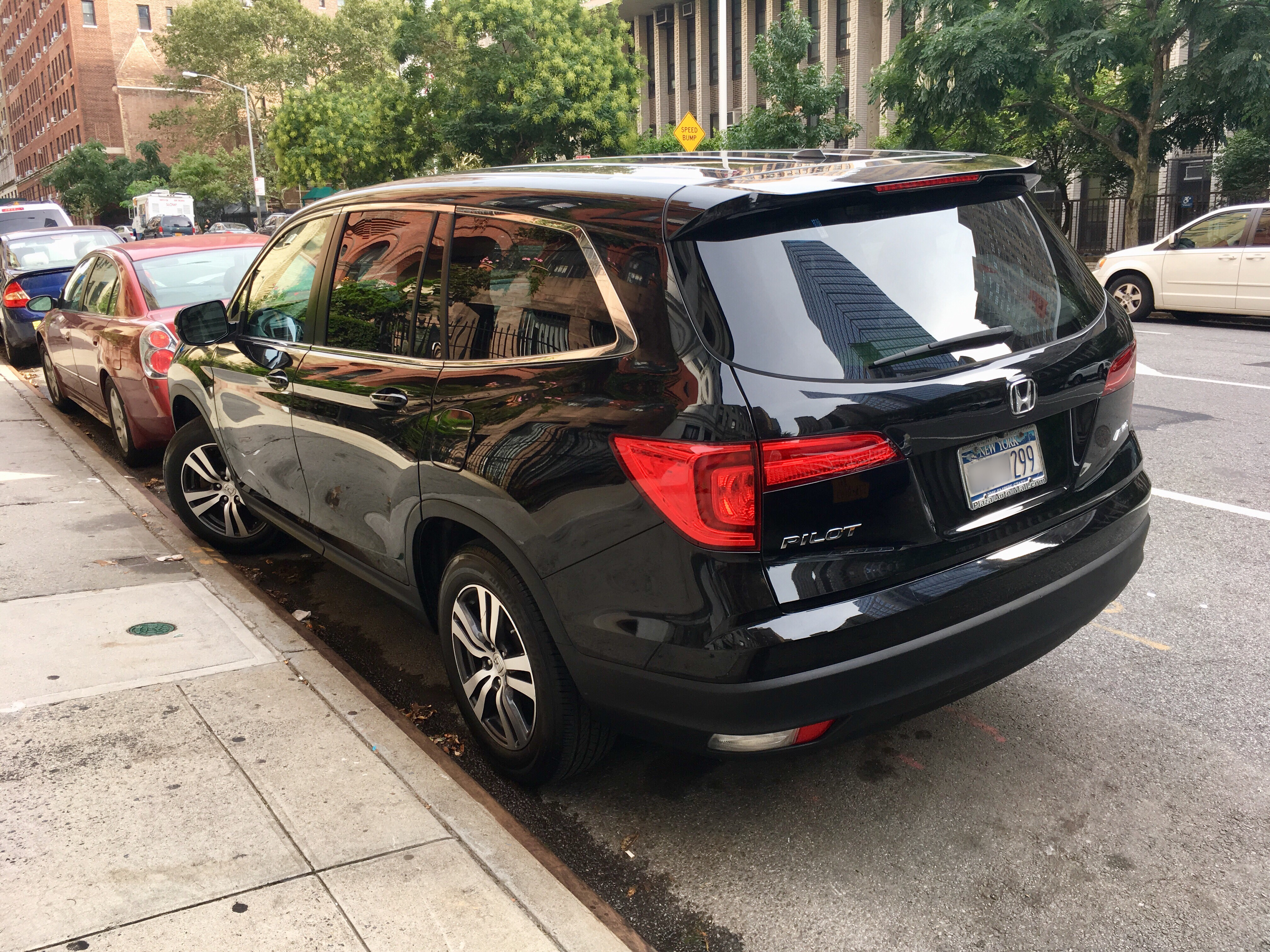
Honda Pilot III - tył

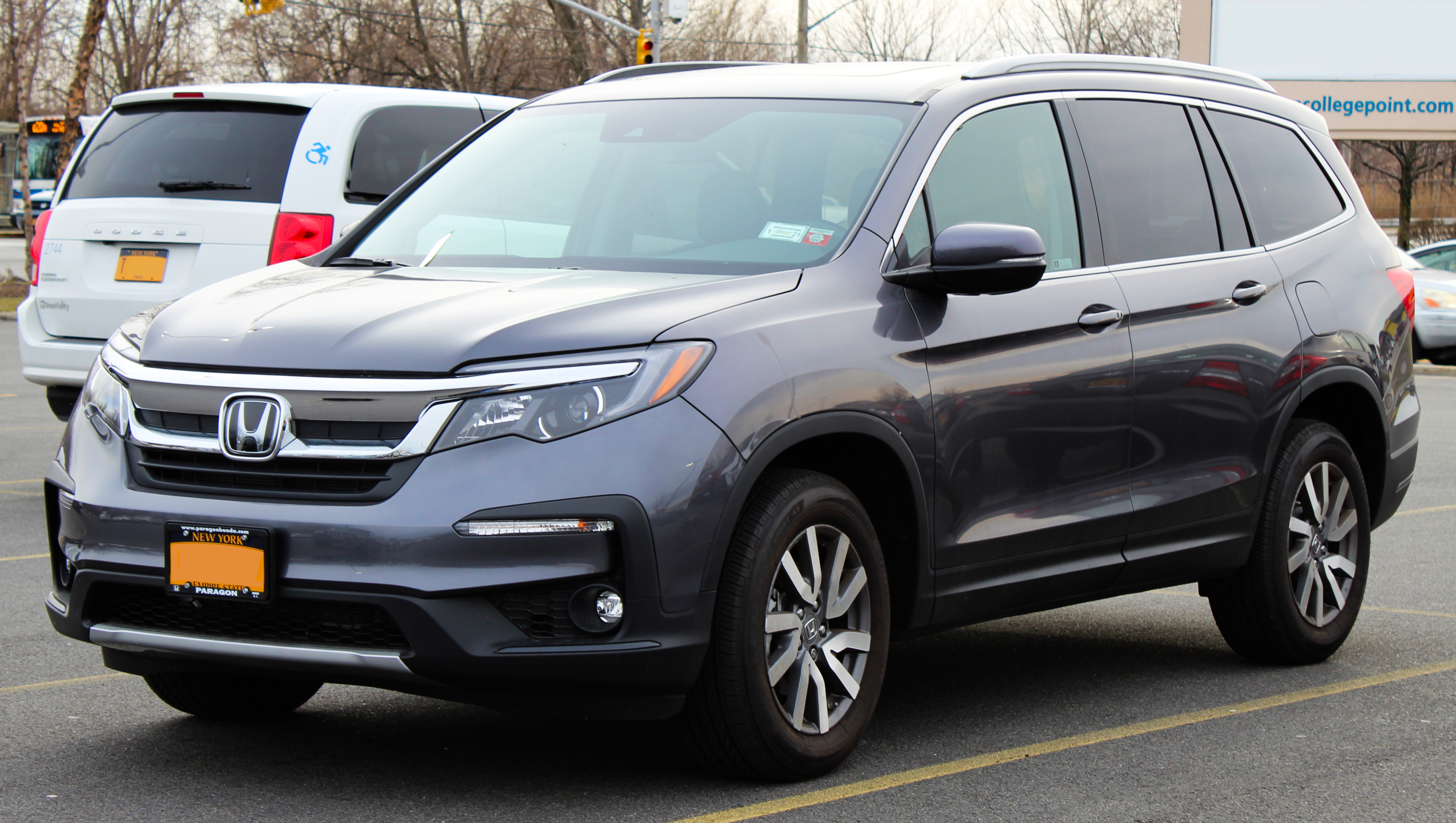
Honda Pilot III po liftingu

Honda Pilot III została zaprezentowana podczas targów motoryzacyjnych w Chicago w 2015 roku.
Samochód został zaprojektowany zgodnie z nowymi trendami stylistycznymi marki przez centrum badawczo-rozwojowe Hondy w Los Angeles i w Ohio. Upodobniony został do m.in. czwartej generacji Hondy CR-V oraz nowego crossovera Vezel/HR-V. Podstawowa wersja wyposażeniowa dysponować będzie miejscem dla ośmiu osób, natomiast bogatsze wersje wyposażone będą w 7 oddzielnych foteli. Zamiast dźwigni automatycznej skrzyni biegów zastosowano przyciski, służące do zmiany trybu jazdy.
Pojazd wyposażony może być m.in. w dwa elektrycznie sterowane okna dachowe, przednie reflektory, wyposażone w diody LED, wentylowane i podgrzewane fotele, 8-calowy ekran dotykowy, umieszczony w konsoli centralnej, nad którym umieszczono elektryczny prędkościomierz i 9-calowy ekran systemu rozrywkowego dla osób podróżujących z tyłu oraz wszelkiego rodzaju złącza multimedialne, system zapobiegający kolizji przy niskich prędkościach oraz asystenta utrzymania ruchu. 
W 2019 roku samochód przeszedł delikatny lifting.

## Czwarta generacja

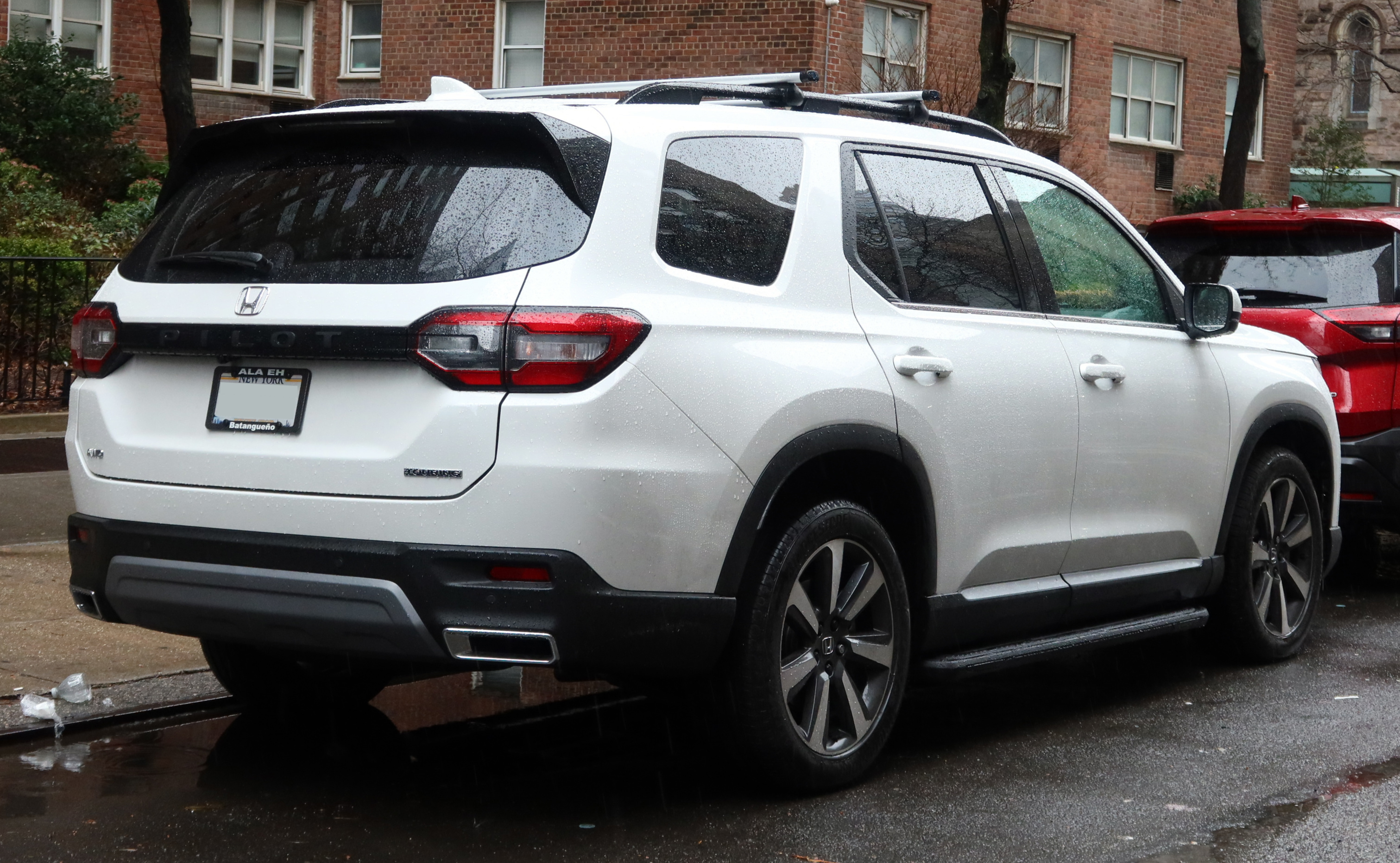
Honda Pilot IV - tył

Honda Pilot IV została zaprezentowana jesienią 2022 roku na rok modelowy 2023.